# Laceiras (Cabanas de Viriato)
Laceiras é uma aldeia do concelho de Carregal do Sal e da freguesia de Cabanas de Viriato. As localidades vizinhas são Cabanas de Viriato, Póvoa da Pégada e Póvoa de Santo António. Nesta aldeia vivem cerca de 200 habitantes que aumenta para mais do dobro na época do Verão, quando chegam os emigrantes principalmente de França. Maioria das suas habitações contém um tradicional traço de granito beirão e o centro da aldeia está localizada numa encosta com vista para Serra da Estrela. 

## Associações locais
- Associação Recreativa Cultural e Desportiva das Laceiras, fundada no dia 08 de Janeiro de 1958;

- Associações locais já extintas:
  - Grupo Desportivo das Laceiras.

## Eventos
Eventos gastronómicos
- Sardinhada, organizado pela Associação Recreativa Cultural e Desportiva das Laceiras com objetivo de angariação de fundos;

Eventos musicais
- Bailes, organizado pela Associação Recreativa Cultural e Desportiva das Laceiras e integrado na festa em honra da Senhora dos Milagres;

Eventos religiosos
- Senhora dos Milagres (15 de agosto), uma das mais conhecidas manifestações religiosas do Distrito de Viseu;
- Festa em honra de São Tiago (25 de Julho);

Outros eventos
- Passeio motorizadas, passeio de motas de baixa cilindrada organizado pela Associação Recreativa Cultural e Desportiva das Laceiras e integrado na festa em honra da Senhora dos Milagres;

## Equipamentos e espaços públicos
- Antiga Escola do 1º ciclo, pertenceu ao extinto Agrupamento de Escolas Aristides de Sousa Mendes e é utilizado nos dias da festa em honra da Senhora dos Milagres e bem como, em algumas reuniões da Assembleia de Freguesia de Cabanas de Viriato;

- Parque de merendas, espaço público junto a Capela da Senhora dos Milagres;

- Antigo Campo de Futebol, localizado na zona norte da aldeia e é utilizado como parque de estacionamento nos dias da festa em honra da Senhora dos Milagres;

## Património
Património religioso
- Capela da Senhora dos Milagres, também conhecido por Santuário da Senhora dos Milagres;
- Capela de São Tiago;

## Figuras de destaque
- Carlos Morgado, antigo dono do Restaurante "Morgado" e foi músico da banda "Morgado & Amigos".

## Obras e publicações
'Livros e afins
- Câmara Municipal Carregal do Sal "Os Edifícios Religiosos do Município de Carregal do Sal Guia Turístico - Cultural ". Morgráfica, Gráfica de Mortágua, 2015. Consultado em 4 de Setembro de 2023.

- Associação de Cabanas de Viriato ''"Publicação dedicada ao 1º Centenário da Sociedade Filarmónica de Cabanas de Viriato".'' Oficinas de São José - Lisboa, Janeiro de 1973. Consultado em 6 de Setembro de 2023.

- Junta de Freguesia de Cabanas de Viriato "Folheto Promocional da Freguesia". Consultado em 06 de Setembro de 2023.